# Grus virgo

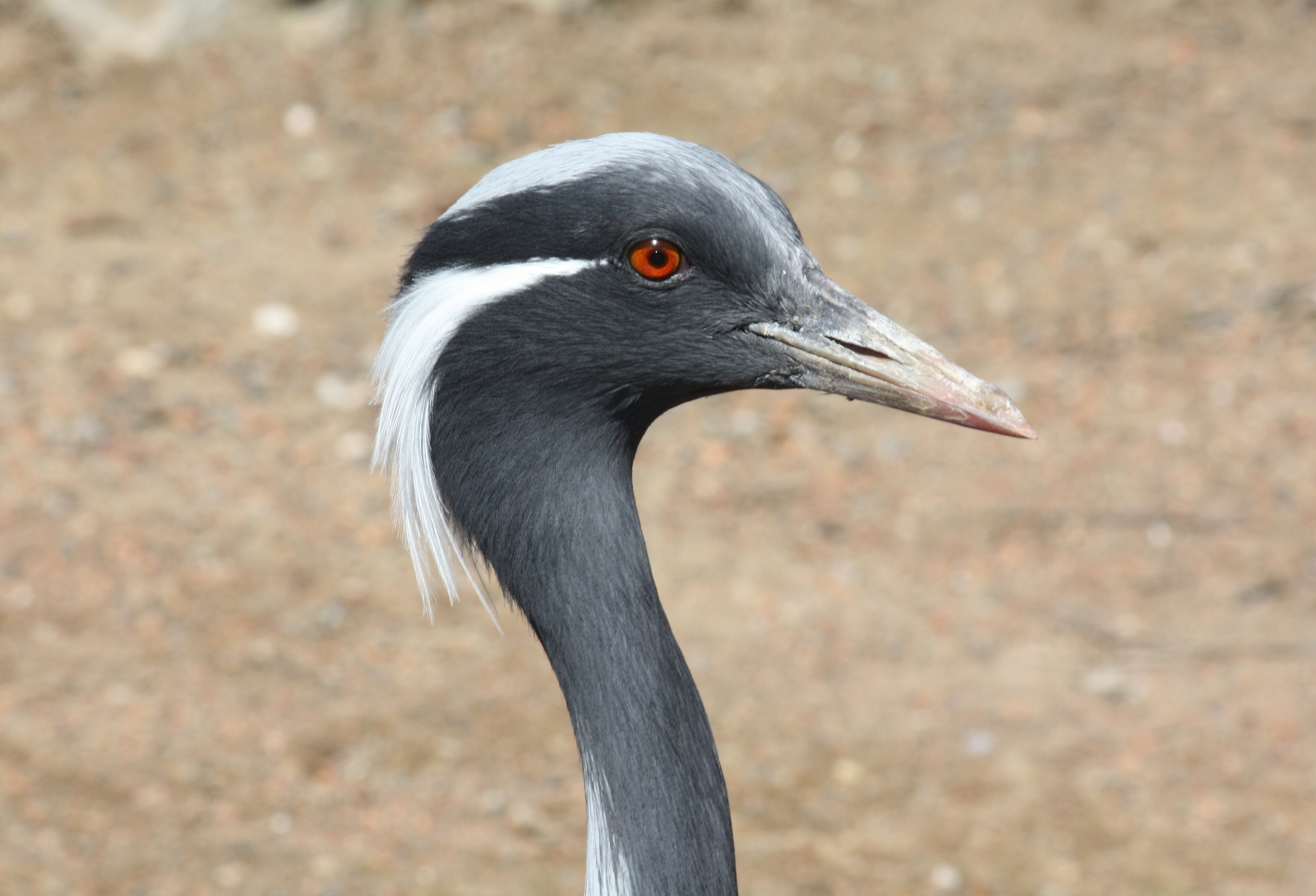
Primo piano della testa.

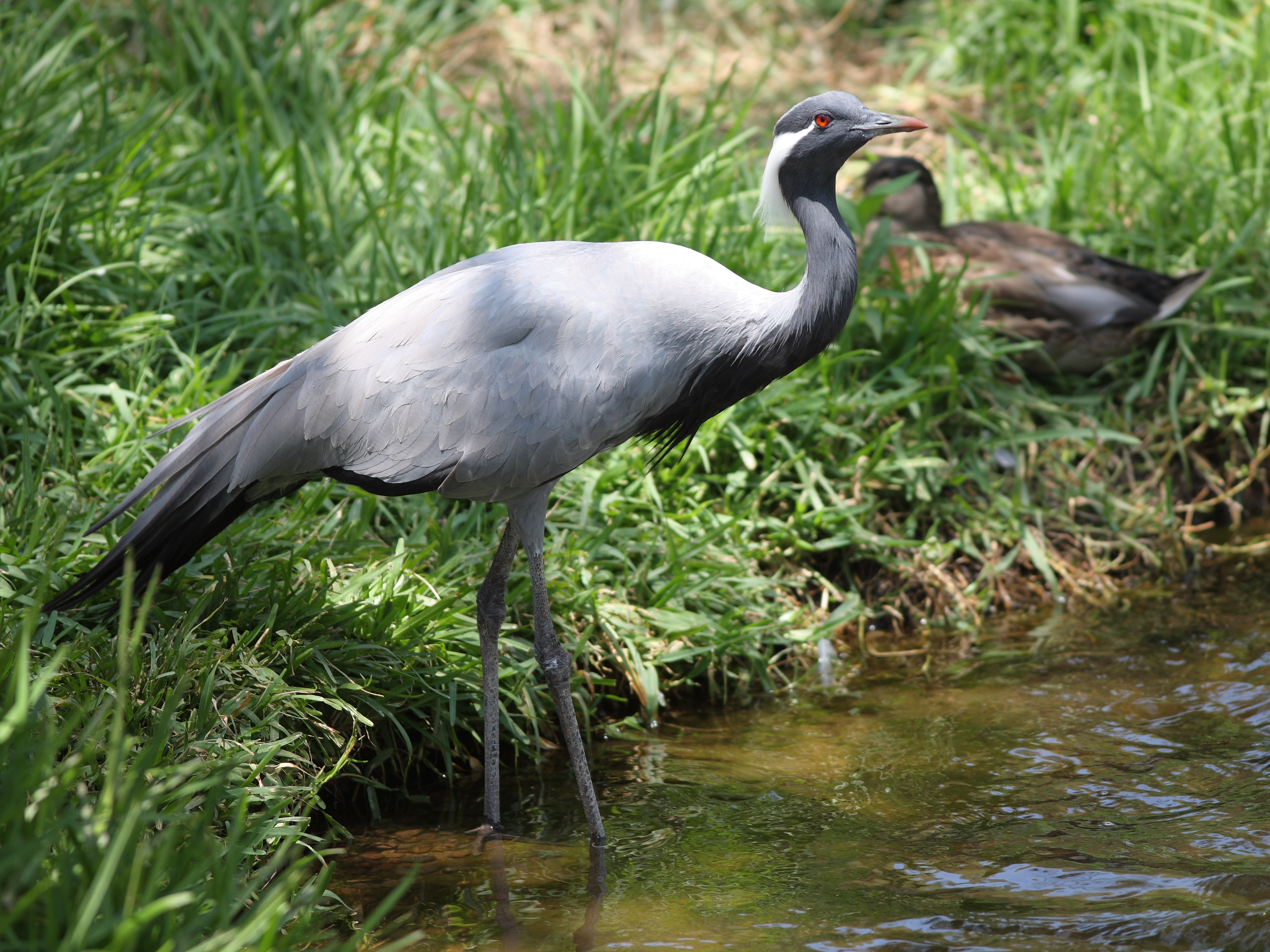
Un esemplare in cattività.

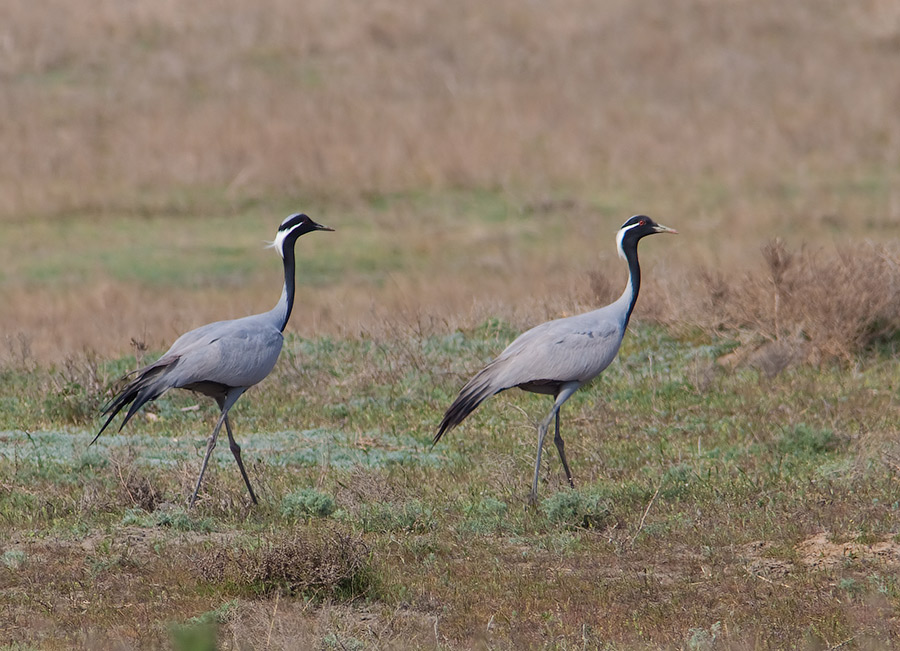
Coppia nella regione di Volgograd.

La damigella di Numidia (Grus virgo Linnaeus, 1758) è il più piccolo rappresentante della famiglia dei Gruidi. È una specie boreale che si riproduce nella fascia delle steppe e zone desertiche che dall'Europa sud-orientale, attraverso l'Asia centrale, giunge fino alle regioni nord-occidentali della Mongolia e a quelle nord-orientali della Cina.
In Europa centrale la damigella di Numidia è una specie erratica molto rara. Tra le segnalazioni confermate più recenti, ad esempio, ricordiamo quelle provenienti dai Paesi Bassi negli anni '90.

## Descrizione

### Adulto
La damigella di Numidia raggiunge un'altezza di 90-100 centimetri e pesa circa 2500 grammi. Ha un'apertura alare di 165-185 cm.
Non presenta un dimorfismo sessuale cospicuo e non vi è alcuna variazione stagionale nell'aspetto. La fronte, una piccola area sotto gli occhi, la parte posteriore della testa, il mento, il collo e le piume che si dipartono dalla parte anteriore di quest'ultimo sono neri. Dietro l'occhio si trova un ciuffo a forma di falce costituito da sottili piume bianche. Il piumaggio del corpo, le piccole copritrici superiori e inferiori e le penne ascellari sono di colore grigio-blu. Le penne timoniere e le grandi copritrici primarie sono grigio chiaro; al contrario, le remiganti primarie, le grandi copritrici primarie e l'alula sono di un grigio più scuro. Le remiganti secondarie sono nere, le penne del gomito, color grigio-fumo con le estremità scure, sono lunghe e appuntite.
L'iride degli esemplari adulti è bruno-rossastra. Il becco è di colore verdognolo scuro alla base, per poi diventare verde oliva e di colore variabile dal rossastro al rosa all'estremità. Le zampe sono scure e variano nella colorazione dal verde oliva al nero sporco.

### Giovane
Appena usciti dall'uovo, i pulcini, interamente ricoperti di piumino, hanno la testa di colore brunastro sulla sommità e giallastro sui lati, sul mento e sulla gola. La parte superiore del corpo è grigio-marrone con strisce scure sulle ali, mentre quella inferiore è grigia o biancastra. Lo stadio di piumino successivo assomiglia al primo, ma è un po' più chiaro e più grigio nel complesso. L'iride è marrone scuro, il becco rosa con la punta grigia. Le zampe sono inizialmente rosa e diventano grigio-blu dopo alcuni giorni.
Nel piumaggio giovanile la testa, il collo, il corpo e le piccole copritrici sono di colore grigio fumo chiaro. Le piume ornamentali sulla testa iniziano a formarsi, ma sono ancora di colore grigio fumo chiaro anch'esse. Il collo è già di colore grigio scuro-ardesia. Nel piumaggio del primo autunno-inverno i giovani differiscono dagli adulti per il nero più opaco sulla testa e sul collo. Le penne del gomito e le lunghe penne che si dipartono dal collo e dalla sommità del capo sono ancora molto più corte che negli uccelli adulti. I giovani hanno l'iride di colore variabile dal giallastro al bruno-rossastro e il becco grigio-olivastro alla base e giallastro-rossastro nella zona distale.

### Locomozione
Il volo è semplice e calmo, con ampi movimenti delle ali, come quello di altre specie di gru. Tuttavia, rispetto a quello di altre consimili, è più sicuro e più aggraziato. Prima di alzarsi in volo, le damigelle di Numidia hanno bisogno di una breve rincorsa. Quando sono in volo, gli stormi spesso procedono in una formazione a cuneo. Viste dal basso, la colorazione nera del collo e del petto consente di distinguerle da altre specie di gru.
Le damigelle di Numidia sono fondamentalmente degli uccelli diurni. Nelle aree di svernamento, di tanto in tanto si riuniscono in grandi folle per riposarsi e pernottare sulle sponde di un fiume o di un lago o sui banchi di sabbia nelle zone di acqua bassa. Occasionalmente possono socializzare con le gru cenerine. Lasciano questi dormitori poco prima dell'alba per farvi ritorno al tramonto. La cosiddetta «danza» non è così spettacolare come quella delle altre gru. Consiste in una corsa breve e veloce con le ali sollevate, in alcune piroette, in inchini e in lanci di ciuffi d'erba, piccoli ramoscelli e cose simili che vengono trovate sul terreno. I grandi salti, come quelli che effettuano altre gru, mancano del tutto. La danza non è legata ad una particolare stagione; tuttavia, si osserva più frequentemente durante la migrazione primaverile e la stagione riproduttiva.
Presumibilmente, trattandosi di una specie dalla territorialità debolmente definita, la damigella di Numidia non mette in mostra le manifestazioni di minaccia ritualizzate tipiche di altre specie di gru.

### Voce
Il richiamo della damigella di Numidia è più forte, più duro e più rauco di quello della gru cenerina. I cosiddetti duetti all'unisono, nei quali i due partner emettono insieme i loro vocalizzi, sono più brevi che in altre specie di gru: si protraggono per soli tre o quattro secondi. Quando li eseguono i due uccelli si pongono uno di fronte all'altro con la testa piegata all'indietro e il becco tenuto verticalmente; le ali, tuttavia, non vengono sollevate come fanno altre specie di gru. I duetti all'unisono si possono udire soprattutto durante la stagione riproduttiva nei siti di nidificazione

## Distribuzione e habitat

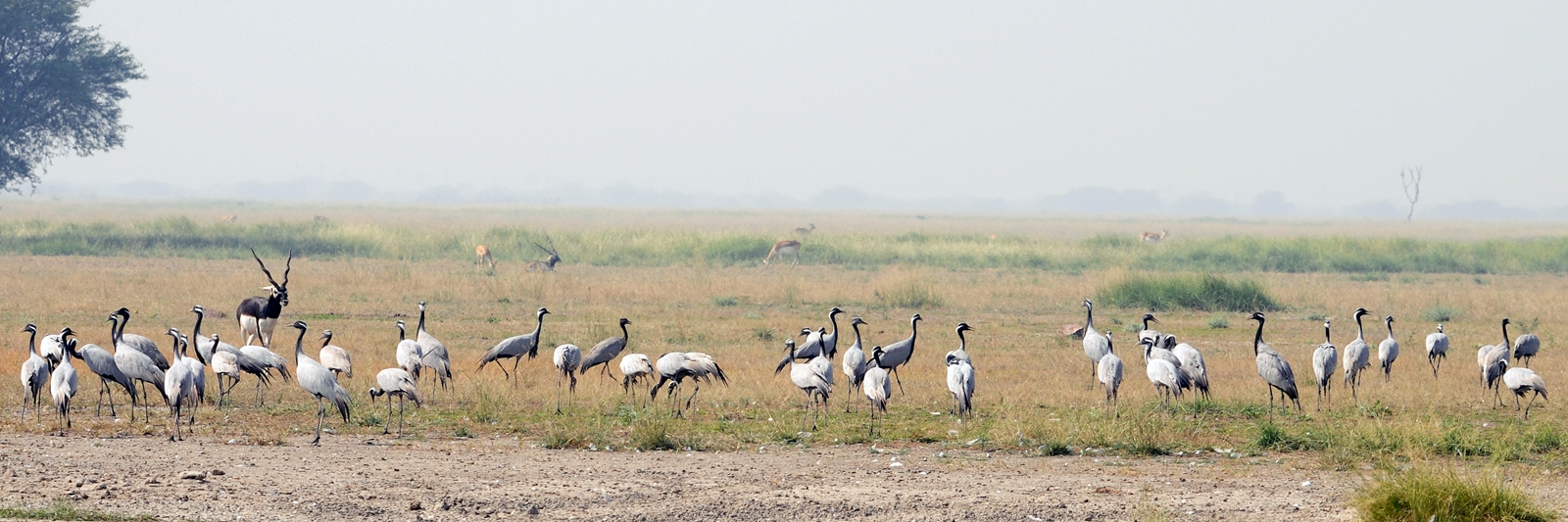
Stormo di damigelle di Numidia nel Rajasthan (India). Sullo sfondo, delle antilopi cervicapra.

La damigella di Numidia vive nelle steppe della Russia meridionale, tra l'Ucraina e la Siberia orientale, così come in alcune zone dell'Africa nord-occidentale, ed è quindi la specie di gru più strettamente correlata con l'ambiente della steppa. Fino agli anni '20 era possibile trovare popolazioni nidificanti anche nell'odierna Romania. Tuttavia, questa popolazione è attualmente scomparsa.
Le damigelle di Numidia svernano in Africa e in India e nei paesi confinanti, vale a dire Birmania, Bangladesh e Pakistan. La principale area di svernamento in Africa si trova in Sudan, lungo il corso superiore e medio del Nilo Bianco e Azzurro. Durante il viaggio di andata e ritorno dall'Africa, questi uccelli sorvolano il Mediterraneo orientale. Grazie agli inanellamenti, gli studiosi hanno potuto accertare che gli esemplari che nidificano in Ucraina trascorrono l'inverno in Sudan. Presumibilmente, questo vale per l'intera popolazione che si riproduce nel settore occidentale dell'areale della specie. Dall'altro lato, gli uccelli che nidificano nell'Altai e nel Kazakistan si recano a svernare in India e in Pakistan. In molte regioni la concentrazione di questi uccelli è così bassa da essere quasi impercettibile. Concentrazioni maggiori di damigelle di Numidia si incontrano principalmente sul confine occidentale della catena montuosa del Tien Shan
Le damigelle di Numidia giungono nei loro territori di nidificazione alla fine di marzo. Tuttavia, in casi eccezionali, l'arrivo può protrarsi fino a metà maggio. Il ritorno verso le aree di svernamento inizia a metà agosto e dura fino alla fine di settembre.

### Habitat

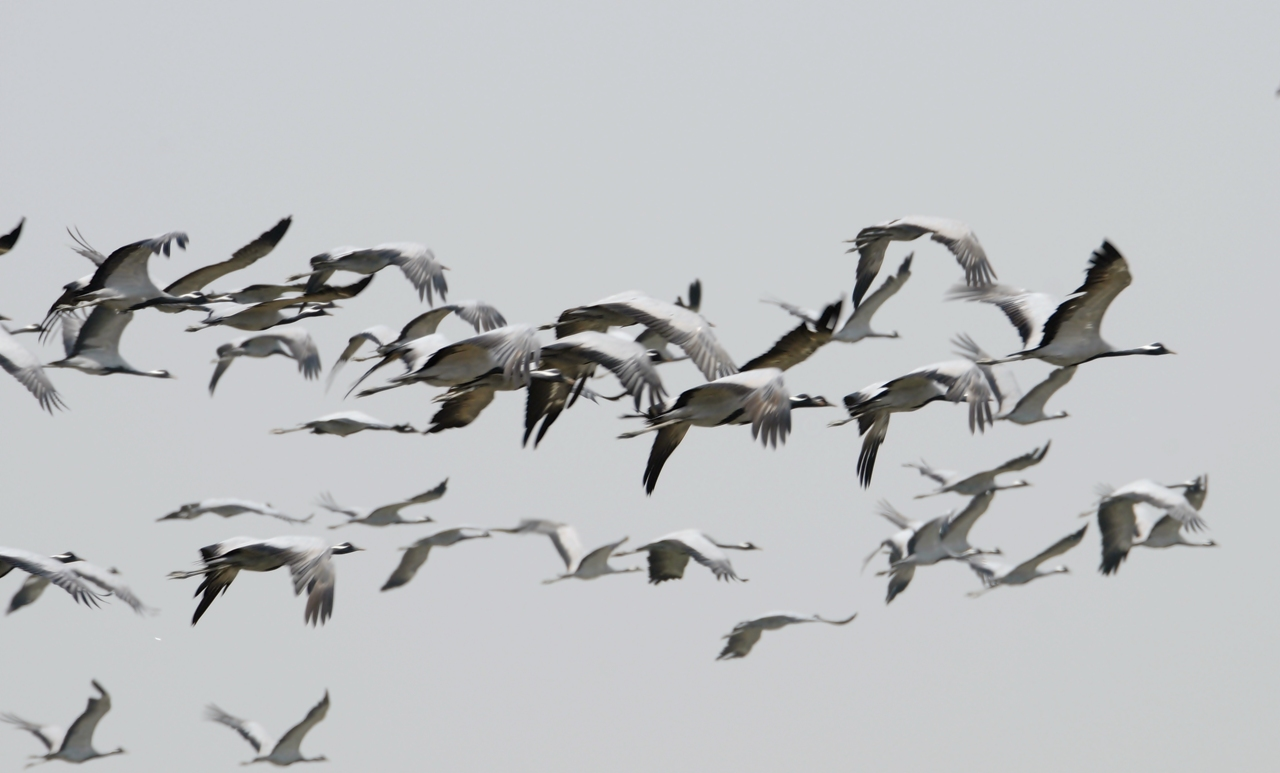
Stormo di damigelle di Numidia in volo sul Rajasthan.

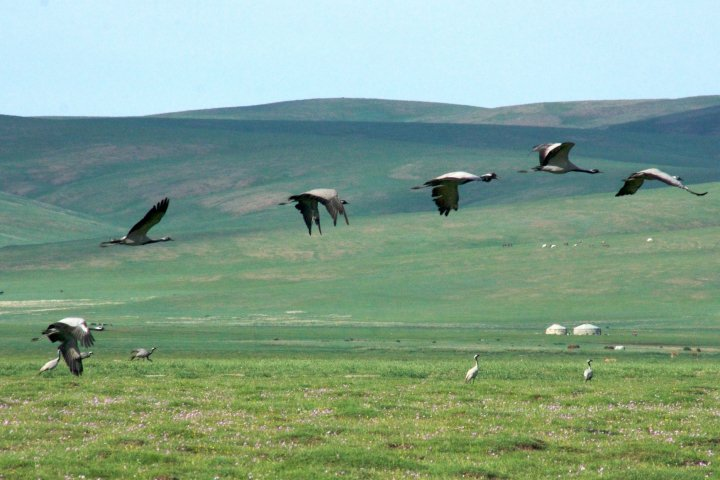
Damigelle della Numidia in Mongolia.

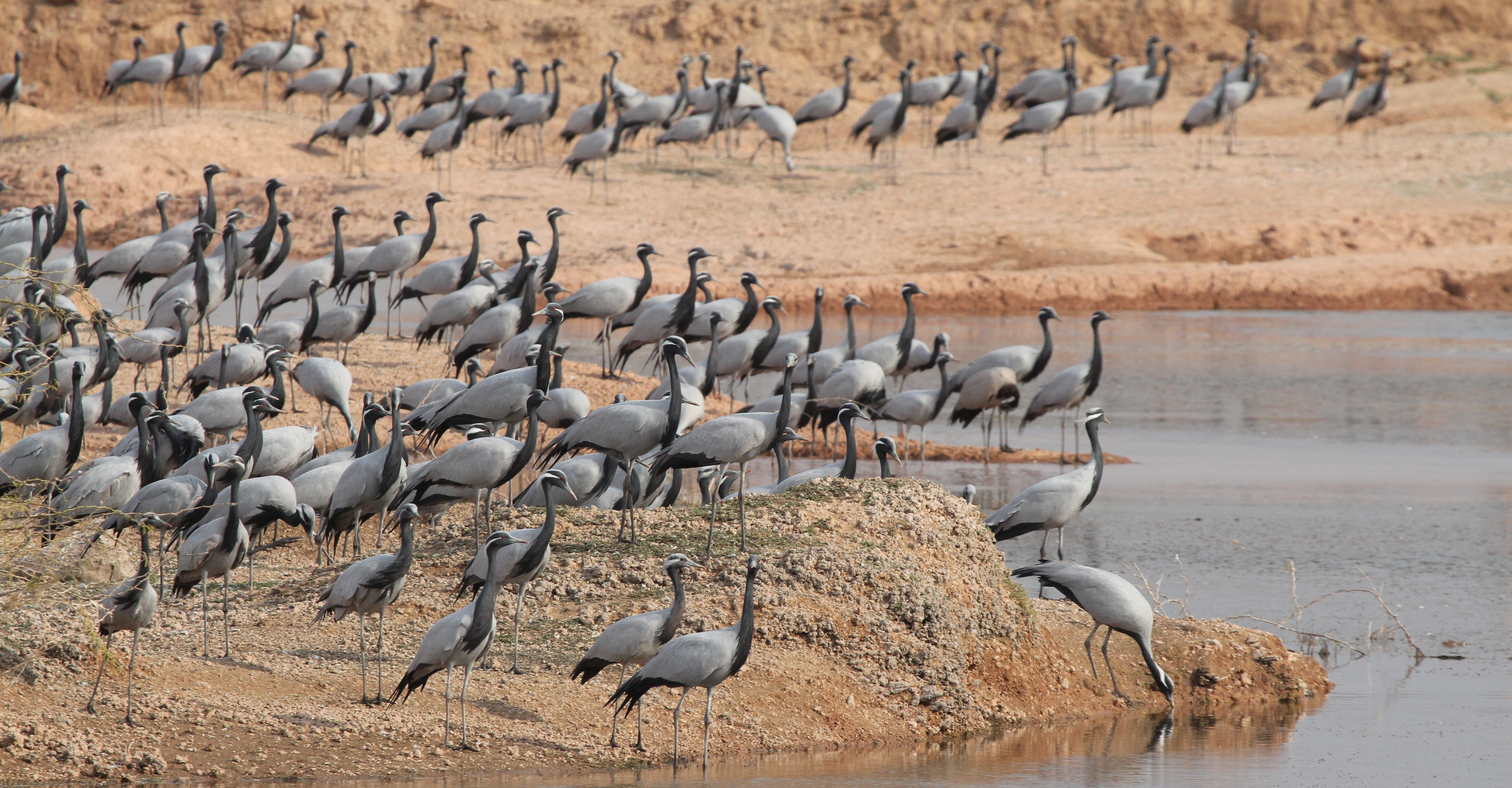
Damigelle di Numidia nel Rajasthan.

Le damigelle di Numidia nidificano in steppe e zone più o meno erbose pianeggianti o leggermente ondulate in pianura o ai piedi delle colline. Normalmente il loro habitat presenta una vegetazione costituita da artemisia e piante simili. Spesso le loro aree di riproduzione sono interrotte da spoglie distese di sale. Nella maggior parte dei casi, il sito di nidificazione non dista mai più di 1,5 chilometri da un lago o da un altro specchio d'acqua. Occasionalmente le damigelle nidificano anche in steppe d'alta quota, fino ad altitudini comprese tra i 2300 e i 2400 metri. Negli ultimi anni, questa specie tende sempre più a nidificare anche in terreni agricoli, come si può riscontrare, ad esempio, nel sud dell'Ucraina, nella regione del Sivaš, nella regione del Volga e in gran parte del Kazakistan e dell'Altai.

## Biologia

### Alimentazione
Le damigelle di Numidia si nutrono principalmente di vegetali, ma possono mangiare anche piccoli animali, soprattutto durante la stagione della riproduzione. Presso gli esemplari che nidificano in Kazakistan la dieta è composta da chicchi di grano, semi di tulipano e, in misura minore, coleotteri. In primavera, questi animali mangiano anche le punte verdi delle colture in crescita, mentre in autunno non disdegnano le spighe di grano. Il grano svolge anche un ruolo importante nella dieta presso le aree di svernamento, ma in queste zone le damigelle mangiano anche miglio e leguminose.

### Riproduzione
Le damigelle di Numidia raggiungono la maturità sessuale all'età di due o tre anni. Sono uccelli monagami che stabiliscono legami di coppia che persistono per diversi periodi riproduttivi.

#### Nido e uova

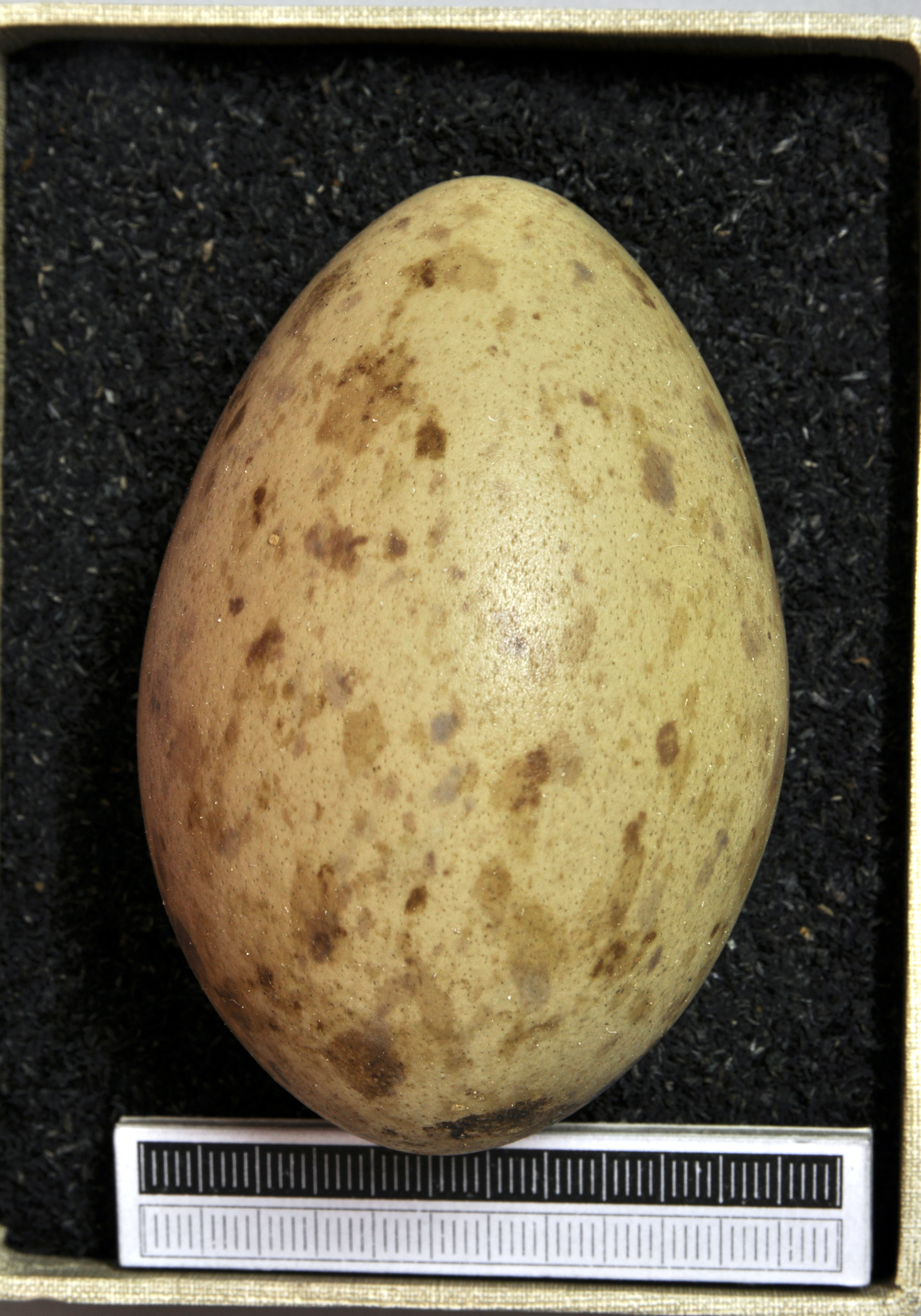
Uovo (museo Wiesbaden).

Le damigelle arrivano nei loro siti di nidificazione in un periodo che coincide con l'inizio della stagione di crescita della vegetazione. Per costruire il nido scelgono di solito un luogo dove la copertura vegetale è irregolare e non molto alta. Occasionalmente si riproducono anche in campi di grano e terreni incolti o in prati che fungono da pascolo per il bestiame. I nidi distano quasi sempre non meno di tre o quattro chilometri l'uno dall'altro; tuttavia, dal momento che la damigella di Numidia non è così spiccatamente territoriale durante il periodo di riproduzione come altre gru, è possibile trovare nidi che non distano più di 200-300 metri. Comunque sia, si trovano sempre in prossimità di uno specchio d'acqua. In casi eccezionali, tuttavia, la distanza dalla pozza d'acqua più vicina può essere anche di 1-1,5 chilometri.
Il nido di solito non è altro che una cavità poco profonda, delimitata grossolanamente con pietre o sterco secco di cavallo o di pecora. Occasionalmente il fondo può essere rivestito anche con steli secchi di erbe come l'artemisia. Su terreni coltivati o incolti, manca anche questo tipo di rivestimento. La deposizione delle uova ha luogo tra la prima decade di aprile e metà maggio. La covata consiste di solito di due o anche, in casi eccezionali, tre uova, deposte a intervalli variabili tra le 24 e le 48 ore. Se questa va perduta, ne viene deposta una sostitutiva in un nuovo sito di nidificazione.
Le uova pesano in media circa 110 grammi l'una. Il guscio ha una colorazione di fondo marrone oliva, verde oliva o grigio oliva. Su di essa, in quantità e forma estremamente variabili, spicca una serie di macchie di colore bruno-giallastro, bruno-ruggine o marrone castano.

#### Cova
Entrambi i genitori sono coinvolti nella cova, anche se è la femmina a portare avanti la parte principale del compito. Il maschio di solito rimane a una distanza di 300-400 metri. Se la femmina che cova viene disturbata, di solito si alza e quindi si allontana dal nido senza dare nell'occhio. Solo quando si trova a una distanza di circa 30-50 metri da esso si alza in volo e lancia il suo richiamo di allarme. Allora il secondo genitore di solito sorvola in cerchio a bassa quota il sito del nido per qualche tempo; solo quando il pericolo è cessato la femmina ritorna al nido.
Il periodo di cova si protrae dai 27 ai 29 giorni.

#### Allevamento della prole

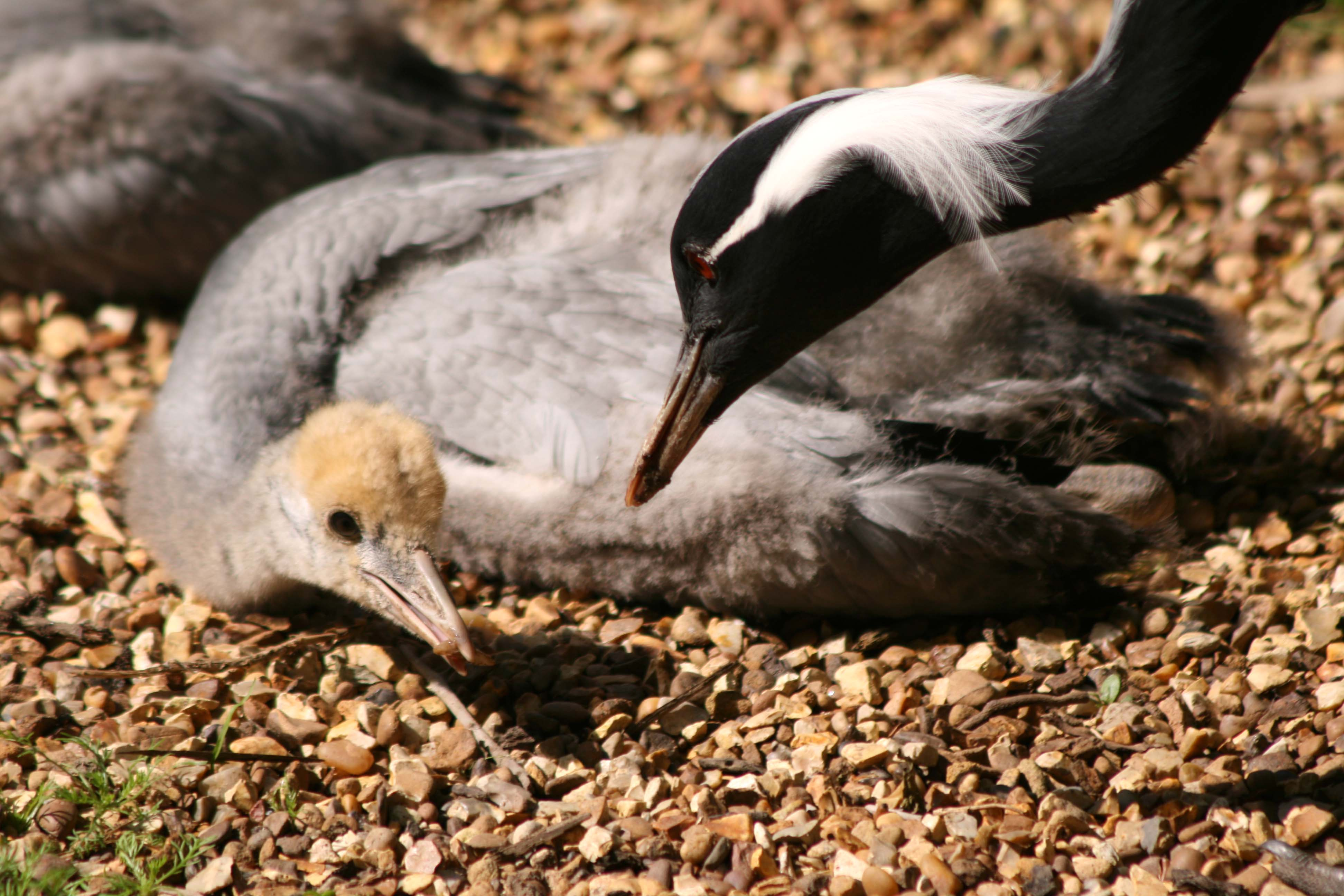
Un giovane esemplare.

Le uova si schiudono nel periodo che va dalla seconda metà di maggio all'inizio di giugno. Come in altre specie di gru, i fratelli si dimostrano aggressivi l'uno verso l'altro. Tuttavia, non è raro che i due pulcini riescano entrambi a sopravvivere, in quanto nei primi giorni di vita vengono sorvegliati costantemente da un genitore.
I piccoli sono in grado di alimentarsi da soli dopo una settimana e di alzarsi in volo dopo 55-65 giorni.

## Conservazione
Il numero totale di esemplari è stimato tra le 200.000 e le 240.000 unità, ma è in drastica diminuzione. Responsabili di questo sono soprattutto la distruzione degli habitat e le uccisioni da parte di predatori e di cani rinselvatichiti. Inoltre, i cacciatori indiani e dell'Africa orientale abbattono circa un decimo degli esemplari migratori per stagione mentre si dirigono verso le principali aree di svernamento. La IUCN classifica la damigella di Numidia come specie «a rischio minimo» (Least Concerm).

## Rapporti con l'uomo
La damigella di Numidia è stata descritta scientificamente nel 1758 da Linneo, che la battezzò con il nome latino Ardea virgo.
Questi uccelli venivano tenuti come specie ornamentale sia in Cina (dove erano conosciuti come «uccelli di rango superiore») che in India («i più importanti tra tutti i pennuti»), nonché nell'Antico Egitto. Ne troviamo raffigurazioni risalenti ad oltre 4000 anni fa sulle pareti delle tombe egiziane del periodo faraonico. I bassorilievi della mastaba di Ti indicano anche che questi uccelli, assieme alle gru cenerine, venivano tenuti e fatti ingrassare in stormi semi-addomesticati come animali sacrificali.
Dagli scritti del romano Varrone si apprende che le damigelle di Numidia furono in seguito allevate anche come uccelli domestici. Esse erano abituate a sorvegliare la casa e il cortile, grazie alle forti grida che avvisavano in modo affidabile l'arrivo di animali carnivori e uccelli rapaci. Tuttavia, quando Carlo Magno effettuò dei cambiamenti ad una legge salica, tale usanza andò perduta.